# Cișmea (okręg Ardżesz)
Cișmea – wieś w Rumunii, w okręgu Ardżesz, w gminie Țițești. W 2011 roku liczyła 72 mieszkańców.